# Геотермія

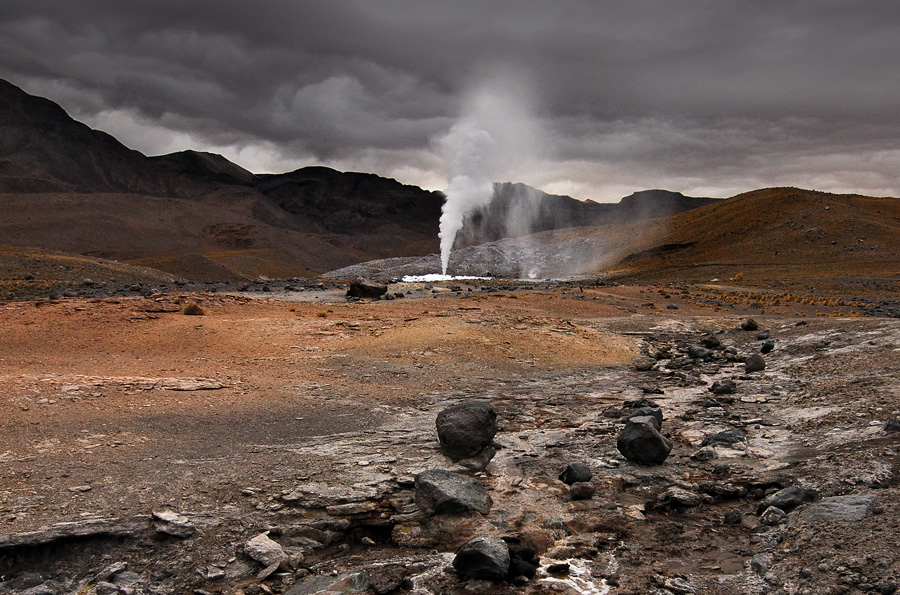
Гейзер Татіо поблизу Пуритами, Чилі.

Геотермія, Геотерміка — галузь геофізики, що вивчає теплове поле Землі, яке формується під впливом внутрішніх джерел тепла та сонячного випромінювання.
Зовнішнє джерело — сонячна радіація, що проникає на глибину дек. м.
Внутрішні джерела: розпад радіоактивних ізотопів U, Th, К, гравітаційна диференціація речовини, припливне тертя, метаморфізм і фазові переходи.
Більшість дослідників гол. джерелом внутр. тепла вважають розпад радіоактивних елементів, повсюдно розсіяних у породах земної кори і верх. мантії; на думку інших, осн. роль відіграє гравітац. диференціація речовини. Величина густини теплового потоку з надр у глибоководних океаніч. западинах становить 28-65 мВт/м², в межах щитів 29-49 мВт/м², в геосинклінальних областях і серединно-океаніч. хребтах 100—300 мВт/м²; сер. значення по земній кулі 64-75 мВт/м², що в декілька десятків тис. раз менше потоку променистої енергії від Сонця.